# John Forbes Royle
John Forbes Royle (1798 - 1858) fue un cirujano y botánico británico, que también trabajó con fósiles.
Exploró mucho la India y los Himalaya. Reunió la mayor parte de su herbario entre 1823 y 1831, cuando era superintendente del "Jardín botánico Saharanpur", en India. Fue pionero en los estudios de la botánica económica en ese país, donde también inició la industria algodonera.
Identificó y nombró a 891 especies, subespecies, y variedades.

## Algunas publicaciones
- 1837. On the Antiquity of Hindu Medicine
- 1837. On the Lycium of Dioscorides. En Trans. of the Linnean Soc. of London
- 1833-1840. Illustrations of the Botany and other branches of Natural History of the Himalayan Mountains
- 1839. Flora of Cashmere. 2 vols.
- 1840. An Essay on the Productive Resources of India
- 1851. On the Culture and Commerce of Cotton in India and Elsewhere
- 1855. The Fibrous Plants of India fitted for Cordage

Contribuyó con la mayoría de las entradas de plantas en "The Cyclopedia of Biblical Literature", editado por John Kitto.

## Honores

### Epónimos
Géneros
- (Lamiaceae) Roylea Wall.[1]

- (Poaceae) Roylea Nees ex Steud.[2]

Especies
- (Alliaceae) Allium roylei Stearn[3]

- (Apiaceae) Angelica roylei (Lindl.) P.K.Mukh. & Constance[4]

- (Asclepiadaceae) Marsdenia roylei Wight[5]

- (Asteraceae) Brachyactis roylei (DC.) Wendelbo[6]

- (Balsaminaceae) Impatiens roylei Walp.[7]

- (Begoniaceae) Begonia roylei Linden[8]

- (Boraginaceae) Cynoglossum roylei Wall. & G.Don[9]

- (Caryophyllaceae) Arenaria roylei Fenzl ex Klotzsch[10]

- (Cupressaceae) Cupressus roylei Carrière[11]

- (Cyperaceae) Cyperus roylei Arn.[12]

- (Dipsacaceae) Dipsacus roylei Klotzsch[13]

- (Ericaceae) Agapetes roylei Stapf[14]

- (Geraniaceae) Balsamina roylei Ser.[15]

- (Hydrangeaceae) Philadelphus roylei Hort. ex K.Koch[16]

- (Orchidaceae) Dendrobium roylei A.D.Hawkes & A.H.Heller[17]

- (Papaveraceae) Dicentra roylei Hook.f. & Thomson[18]

- (Pinaceae) Pinus roylei Lindl. ex Gordon[19]

- (Primulaceae) Primula roylei Balf.f. & W.W.Sm.[20]

- (Ranunculaceae) Clematis roylei Rehder[21]

- (Rhamnaceae) Rhamnus roylei K.Koch[22]

- (Rosaceae) Geum roylei Wall. & F.Bolle[23]

- (Salicaceae) Salix roylei Klotzsch ex Andersson[24]

- (Saxifragaceae) Saxifraga roylei Harry Sm.[25]

- (Scrophulariaceae) Linaria roylei Chav.[26]

- (Vitaceae) Ampelopsis roylei Hort. ex Dippel[27]

- La abreviatura «Royle» se emplea para indicar a John Forbes Royle como autoridad en la descripción y clasificación científica de los vegetales.[28]